# Judalana
Judalana Rix, 1999 è un genere di ragni appartenente alla Famiglia Salticidae.

## Caratteristiche
Gli esemplari finora rinvenuti di questo genere, hanno tratti esteriori simili a quelli delle formiche.

## Distribuzione
L'unica specie oggi nota di questo genere è stata rinvenuta in Australia, nello Stato del Queensland.

## Tassonomia
A giugno 2011, si compone di una specie:
- Judalana lutea Rix, 1999 — Australia (Queensland)